# Associazione Calcio Novara 1970-1971
Questa voce raccoglie le informazioni riguardanti l'Associazione Calcio Novara nelle competizioni ufficiali della stagione 1970-1971.

## Stagione
Nella stagione 1970-1971 il Novara disputò il ventitreesimo campionato di Serie B della sua storia.

## Divise
| 1ª divisa | 2ª divisa |

## Organigramma societario
Area direttiva
- Commissario straordinario e direttore sportivo: Santino Tarantola

Area tecnica
- Allenatore: Carlo Parola

## Rosa
| N. |                   | Ruolo | Calciatore         |
| -- | ----------------- | ----- | ------------------ |
|    | Italia (bandiera) | P     | Fausto Lena        |
|    | Italia (bandiera) | P     | Zelico Petrovic    |
|    | Italia (bandiera) | P     | Felice Pulici      |
|    | Italia (bandiera) | D     | Eddo Carlet        |
|    | Italia (bandiera) | D     | Bruno Canto        |
|    | Italia (bandiera) | D     | Giovanni Udovicich |
|    | Italia (bandiera) | D     | Antonio Veschetti  |
|    | Italia (bandiera) | D     | Alberto Vivian     |
|    | Italia (bandiera) | D     | Umberto Volpati    |
|    | Italia (bandiera) | D     | Benito Zanutto     |
|    | Italia (bandiera) | C     | Giovanni Brutto    |

| N. |                   | Ruolo | Calciatore          |
| -- | ----------------- | ----- | ------------------- |
|    | Italia (bandiera) | C     | Vittorino Calloni   |
|    | Italia (bandiera) | C     | Alberto Grossetti   |
|    | Italia (bandiera) | A     | Franco Carrera      |
|    | Italia (bandiera) | A     | Pier Luigi Gabetto  |
|    | Italia (bandiera) | A     | Luigi Giannini      |
|    | Italia (bandiera) | A     | Renato Gavinelli    |
|    | Italia (bandiera) | A     | Urano Benigni       |
|    | Italia (bandiera) | A     | Carlo Jacomuzzi     |
|    | Italia (bandiera) | A     | Gabriele Omizzolo   |
|    | Italia (bandiera) | A     | Gian Carlo Schilirò |

## Risultati

### Serie B

#### Girone di andata
| Arbitro: | Canova (Bologna) |

|                                  |           |  |
| Gori 41’ Mammì 47’ Ciannameo 71’ | Marcatori |  |

| Arbitro: | Stagnoli (Bologna) |

|                          |           |            |
| Gabetto 1’ Jacomuzzi 26’ | Marcatori | 25’ Blasig |

| Arbitro: | Frasso (Capua) |

|              |           |                            |
| Albanese 87’ | Marcatori | 77’ Omizzolo 83’ Jacomuzzi |

| Arbitro: | Bianchi (Firenze) |

|                    |           |  |
| Carrera 49’ (rig.) | Marcatori |  |

| Arbitro: | Trinchieri (Reggio nell'Emilia) |

|                    |           |  |
| Corucci 26’ (rig.) | Marcatori |  |

| Arbitro: | Toselli (Cormons) |

|             |           |  |
| Gabetto 68’ | Marcatori |  |

| Arbitro: | Beretta (Milano) |

|                                              |           |            |
| Merighi 25’ Festa 68’ (rig.) Facchinetti 84’ | Marcatori | 11’ Vivian |

| Novara 8 novembre 1970 | Novara           | 0 – 0 | Casertana | Stadio Comunale\| Arbitro: \| Ciacci (Firenze) \| |
| Arbitro:               | Ciacci (Firenze) |       |           |                                                   |

| Arbitro: | Calì (Roma) |

|                      |           |  |
| Abate 49’ Simoni 86’ | Marcatori |  |

| Arbitro: | Barbaresco (Cormons) |

|                                                |           |  |
| Giannini 16’ Vivian 47’ Castelletti 85’ (aut.) | Marcatori |  |

| Arbitro: | Gialluisi (Barletta) |

|                             |           |                    |
| Correnti 69’ Pittofrati 85’ | Marcatori | 55’ (aut.) Paleari |

| Novara 6 dicembre 1970 | Novara             | 0 – 0 | Taranto | Stadio Comunale\| Arbitro: \| Cantelli (Firenze) \| |
| Arbitro:               | Cantelli (Firenze) |       |         |                                                     |

| Novara 13 dicembre 1970 | Novara         | 0 – 0 | Arezzo | Stadio Comunale\| Arbitro: \| Monti (Ancona) \| |
| Arbitro:                | Monti (Ancona) |       |        |                                                 |

| Palermo 20 dicembre 1970 | Palermo            | 0 – 0 | Novara | Stadio La Favorita\| Arbitro: \| Michelotti (Parma) \| |
| Arbitro:                 | Michelotti (Parma) |       |        |                                                        |

| Arbitro: | Menegali (Roma) |

|                    |           |  |
| Jacomuzzi 44’, 57’ | Marcatori |  |

| Arbitro: | Ciacci (Firenze) |

|            |           |             |
| Comini 30’ | Marcatori | 49’ Carrera |

| Arbitro: | Carminati (Milano) |

|                                |           |  |
| Vivian 24’ (rig.) Giannini 70’ | Marcatori |  |

| Arbitro: | Calì (Roma) |

|                 |           |  |
| Sanseverino 25’ | Marcatori |  |

| Arbitro: | Mascali (Desenzano del Garda) |

|           |           |                       |
| Canto 66’ | Marcatori | 45’ Righi 76’ Catania |

#### Girone di ritorno
| Arbitro: | Reggiani (Bologna) |

|  |           |             |
|  | Marcatori | 54’ Busatta |

| Arbitro: | Bianchi (Firenze) |

|            |           |               |
| Blasig 27’ | Marcatori | 61’ Jacomuzzi |

| Arbitro: | Panzino (Catanzaro) |

|              |           |             |
| Giannini 65’ | Marcatori | 40’ Fichera |

| Arbitro: | Branzoni (Pavia) |

|            |           |                   |
| Trebbi 68’ | Marcatori | 87’ (rig.) Vivian |

| Arbitro: | Menegali (Roma) |

|                   |           |              |
| Vivian 49’ (rig.) | Marcatori | 44’ Picat Re |

| Bari 14 marzo 1971 | Bari              | 0 – 0 | Novara | Stadio della Vittoria\| Arbitro: \| Bianchi (Firenze) \| |
| Arbitro:           | Bianchi (Firenze) |       |        |                                                          |

| Arbitro: | Lazzaroni (Milano) |

|                  |           |  |
| Roffi 74’ (aut.) | Marcatori |  |

| Arbitro: | Ciacci (Firenze) |

|              |           |  |
| Matteoni 22’ | Marcatori |  |

| Arbitro: | Vacchini (Milano) |

|  |           |                          |
|  | Marcatori | 26’ De Paoli 35’ Braglia |

| Arbitro: | Grassi (Savona) |

|                     |           |                   |
| Cardillo 55’ (rig.) | Marcatori | 87’ (rig.) Vivian |

| Arbitro: | Frasso (Capua) |

|             |           |  |
| Carrera 20’ | Marcatori |  |

| Arbitro: | Canova (Bologna) |

|                  |           |               |
| Gagliardelli 34’ | Marcatori | 87’ Grossetti |

| Arbitro: | Vannucchi (Bologna) |

|            |           |  |
| Galuppi 6’ | Marcatori |  |

| Arbitro: | Zacchetti (Milano) |

|                    |           |                |
| Arcoleo 48’ (aut.) | Marcatori | 45’ Pellizzaro |

| Perugia 16 maggio 1971 | Perugia                   | 0 – 0 | Novara | Stadio Santa Giuliana\| Arbitro: \| Campanini (Finale Emilia) \| |
| Arbitro:               | Campanini (Finale Emilia) |       |        |                                                                  |

| Arbitro: | Chiapponi (Livorno) |

|                          |           |  |
| Carrera 35’ Giannini 60’ | Marcatori |  |

| Arbitro: | Monti (Ancona) |

|                                 |           |               |
| Moro 49’ Sacco 56’ Bosdaves 83’ | Marcatori | 90’ Jacomuzzi |

| Arbitro: | Monti (Ancona) |

|                                                                                           |           |             |
| Udovicich 41’ Vivian 47’ (rig.) Gavinelli 53’ Gabetto 56’, 78’ Jacomuzzi 63’ Giannini 90’ | Marcatori | 89’ Piaceri |

| Arbitro: | Giunti (Arezzo) |

|              |           |               |
| Ferrario 54’ | Marcatori | 19’ Jacomuzzi |

### Coppa Italia

#### Primo turno
| Arbitro: | Stagnoli (Bologna) |

|  |           |             |
|  | Marcatori | 33’ Gabetto |

| Arbitro: | Beretta (Milano) |

|                  |           |                                |
| Gabetto 60’, 73’ | Marcatori | 6’ (rig.) Anastasi 41’ Bettega |

| Arbitro: | Trinchieri (Reggio nell'Emilia) |

|             |           |  |
| Gabetto 81’ | Marcatori |  |

#### Spareggio di qualificazione
| Arbitro: | Gussoni (Tradate) |

|                                                |                      |                                                      |
| Prato Mondonico Bertogna Lanzetti Trebbi Prato | Tiri di rigore 5 – 4 | Carrera Grossetti Volpati Giannini Udovicich Volpati |

## Statistiche

### Statistiche di squadra
| Competizione | Punti | In casa | In casa | In casa | In casa | In casa | In casa | In trasferta | In trasferta | In trasferta | In trasferta | In trasferta | In trasferta | Totale | Totale | Totale | Totale | Totale | Totale | DR |
| Competizione | Punti | G       | V       | N       | P       | Gf      | Gs      | G            | V            | N            | P            | Gf           | Gs           | G      | V      | N      | P      | Gf     | Gs     | DR |
| ------------ | ----- | ------- | ------- | ------- | ------- | ------- | ------- | ------------ | ------------ | ------------ | ------------ | ------------ | ------------ | ------ | ------ | ------ | ------ | ------ | ------ | -- |
| Serie B      | 37    | 19      | 10      | 6       | 3       | 26      | 10      | 19           | 1            | 9            | 9            | 11           | 24           | 38     | 11     | 15     | 12     | 37     | 34     | +3 |
| Coppa Italia |       | 2       | 1       | 1       | 0       | 3       | 2       | 2            | 1            | 1            | 0            | 1            | 0            | 4      | 2      | 2      | 0      | 4      | 2      | +2 |
| Totale       | -     | 21      | 11      | 7       | 3       | 29      | 12      | 21           | 2            | 10           | 9            | 12           | 24           | 42     | 13     | 17     | 12     | 41     | 36     | +5 |

### Statistiche dei giocatori[4]
| Giocatore     | Serie B  | Serie B | Coppa Italia | Coppa Italia | Totale   | Totale |
| Giocatore     | Presenze | Reti    | Presenze     | Reti         | Presenze | Reti   |
| ------------- | -------- | ------- | ------------ | ------------ | -------- | ------ |
| U. Benigni    | 17       | 0       | -            | -            | 17       | 0      |
| G. Brutto     | 9        | 0       | -            | -            | 9        | 0      |
| V. Calloni    | 2        | 0       | -            | -            | 2        | 0      |
| B. Canto      | 24       | 1       | 4            | 0            | 28       | 1      |
| E. Carlet     | 30       | 0       | 4            | 0            | 34       | 0      |
| F. Carrera    | 31       | 4       | 4            | 0            | 35       | 4      |
| P.L. Gabetto  | 27       | 4       | 4            | 4            | 31       | 8      |
| R. Gavinelli  | 22       | 1       | 2            | 0            | 24       | 1      |
| L. Giannini   | 34       | 5       | 4            | 0            | 38       | 5      |
| A. Grossetti  | 33       | 1       | 4            | 0            | 37       | 1      |
| C. Jacomuzzi  | 37       | 8       | 3            | 0            | 40       | 8      |
| F. Lena       | -        | -       | 1            | 0            | 1        | 0      |
| G. Omizzolo   | 19       | 1       | 4            | 0            | 23       | 1      |
| Z. Petrovic   | 2        | -2      | -            | -            | 2        | -2     |
| F. Pulici     | 38       | -32     | 4            | -2           | 42       | -34    |
| G.C. Schilirò | 11       | 0       | 2            | 0            | 13       | 0      |
| G. Udovicich  | 36       | 1       | 4            | 0            | 40       | 1      |
| A. Veschetti  | 24       | 0       | 2            | 0            | 26       | 0      |
| A. Vivian     | 32       | 7       | 4            | 0            | 36       | 7      |
| U. Volpati    | 25       | 0       | 1            | 0            | 26       | 0      |
| B. Zanutto    | 3        | 0       | -            | -            | 3        | 0      |